# Hongkonger Fußballnationalmannschaft
Die Fußballnationalmannschaft von Hongkong (chinesisch 香港足球代表隊, Pinyin Xiānggǎng zúqiú dàibiǎoduì, Yale Hēunggóng jūkkàuh doihbíu deuih) repräsentiert die Sonderverwaltungszone Hongkong der Volksrepublik China im Fußball. Sie untersteht dem nationalen Fußballverband The Hong Kong Football Association.

## Geschichte
Die Mannschaft repräsentierte Hongkong bereits bei internationalen Fußballveranstaltungen vor dem Jahr 1997, als das Land noch britische Kolonie war. Dies wurde nach der Übergabe Hongkongs an die Volksrepublik China und der Umwandlung in eine Sonderverwaltungszone 1997 fortgeführt. Hongkong hat seitdem, ähnlich wie Macau, eine eigene, von der Nationalmannschaft der Volksrepublik China unabhängige Nationalmannschaft, ganz im Sinne der „Ein Land, zwei Systeme“-Doktrin.
Die ersten Länderspiele Hongkongs fanden in den Jahren 1949 bis 1953 jeweils gegen die Südkoreanische Nationalmannschaft statt. Das erste internationale Spiel der Geschichte verlor Hongkong demnach 1949 gegen Südkorea mit 2:5. Der erste Sieg einer Fußballnationalmannschaft Hongkongs datiert aus dem Jahre 1953, als man ebenfalls gegen Südkorea mit 4:0 gewinnen konnte.
Hongkong qualifizierte sich für drei der ersten vier Asienmeisterschaften. 1956 konnte man als Gastgeber gleich einen dritten Platz erreichen. Im Gegensatz zur Asienmeisterschaft verlief die Qualifikation zur Weltmeisterschaft für Hongkong weniger erfolgreich. Bisher gelang es der Nationalmannschaft nicht, sich für eine WM zu qualifizieren. Den wohl bedeutendsten Sieg in der WM-Qualifikation erzielte Hongkong in der Qualifikation zur Weltmeisterschaft 1986 gegen die Volksrepublik China. China hätte zum Abschluss der ersten Qualifikationsrunde ein Unentschieden zum Weiterkommen gereicht, Hongkong musste dagegen gewinnen, um in die nächste Runde einzuziehen. Hongkong gewann am Ende mit 2:1 und zog in die KO-Runde ein, in der man dann schließlich Japan unterlegen war.

## Weltmeisterschaften
- bis 1970: nicht teilgenommen
- 1974 bis 2026: nicht qualifiziert

## Asienmeisterschaften
- 1956: Dritter
- 1960: nicht qualifiziert
- 1964: Vierter
- 1968: Fünfter
- 1972 bis 2019: nicht qualifiziert
- 2024: Gruppenphase

## Ostasienmeisterschaft
- 2003: Vierter
- 2005: nicht qualifiziert (Platz 5)
- 2008: nicht qualifiziert (Platz 5)
- 2010: Vierter
- 2013: nicht qualifiziert (Platz 6)
- 2015: nicht qualifiziert (Platz 5)
- 2017: nicht qualifiziert (Platz 5)
- 2019: Vierter
- 2022: Vierter

Als inoffizielles Vorläuferturnier gilt der Dynasty Cup:
- 1990 – nicht teilgenommen
- 1992 – nicht teilgenommen
- 1995 – Dritter
- 1998 – Vierter

## Rekordspieler
(Stand: 17. Dezember 2024)
| Spiele | Spieler              | Zeitraum  | Tore |
| ------ | -------------------- | --------- | ---- |
| 103    | Yapp Hung Fai        | 2010–     | 0    |
| 72     | Lee Chi-ho           | 2000–2017 | 1    |
| 71     | Huang Yang           | 2012–     | 1    |
| 70     | Chan Siu-ki          | 2004–2017 | 40   |
| 68     | Lee Wai-man          | 1993–2006 | 2    |
| 66     | Chan Wai-ho          | 2000–2017 | 6    |
| 62     | Poon Yiu-cheuk       | 1998–2010 | 4    |
| 57     | Tsang Ting-fai       | 1972–1980 | 0    |
| 56     | Cheung Sai-ho †      | 1995–2007 | 8    |
| 54     | Leung Chun-pong      | 2006–2018 | 2    |
| 53     | Lo Kwan-yee          | 2007–2017 | 9    |
| 53     | Jaimes Anthony McKee | 2012–2019 | 11   |

### Rekordtorschützen
| Tore | Spieler        | Zeitraum  | Spiele |
| ---- | -------------- | --------- | ------ |
| 40   | Chan Siu-ki    | 2004–2017 | 70     |
| 26   | Au Wai-lun     | 1989–2005 | 50     |
| 24   | Lau Wing-yip   | 1971–1986 | <40    |
| 18   | Wan Chi-keung  | 1976–1986 | <40    |
| 16   | Chung Chor-wai | 1971–1979 | 45     |
| 14   | Tim Bredbury   | 1986–1999 | <40    |
| 14   | Ho Cheng-yau   | 1956–1968 | <40    |
| 13   | Li Kwok-keung  | 1964–1972 | <40    |
| 12   | Kwok Ka-ming   | 1968–1979 | 47     |
| 12   | Yu Kwok-kit    | 1973–1977 | <40    |

## Trainer
- Tom Sneddon (1954–1956)
- Lai Shiu Wing (1958–1967)
- Fei Chun Wah (1964)
- Chu Wing Keung (1967)
- Tang Sum (1968)
- Lau Tim (1968)
- Hsu King Shing (1969–1970)
- Chan Fai Hung (1970–1972)
- Ho Ying Fun (1973–1975)
- Frans van Balkom (1976–1977)
- Chan Yong Chong (1978–1979)
- Peter McParland (1980)
- George Knobel (1980–1981)
- Kwok Ka Ming (1982–1990, 1997)
- Wong Man Wai (1991–1992)
- Chan Hung Ping (1993)
- Koo Luam Khen (1994–1995)
- Tsang Wai Chung (1996, 2010–2011)
- Sebastian Araujo (1998–2000)
- Arie van der Zouwen (2000–2002)
- Lai Sun Cheung (2003–2006, 2007)
- Lee Kin Wo (2007)
- Chan Hiu Ming (2007)
- Dejan Antonić (2008–2009)
- Goran Paulić (2008–2009)
- Liu Chun Fai (2011–2012, 2018)
- Ernie Merrick (2012)
- Kim Pan-gon (2009–2010, 2012–2017)
- Gary White (2018–2019)
- Mixu Paatelainen (2019–2021)
- Jørn Andersen (2021–2024)
- Wolfgang Luisser (2024)
- Ashley Westwood (seit 2024)

## Spieler
- Andreas Nägelein (2013–)